# Haojiping
Haojiping (kinesiska: 蒿吉坪, 蒿吉坪瑶族乡) är en socken i Kina. Den ligger i provinsen Hunan, i den södra delen av landet, omkring 260 kilometer väster om provinshuvudstaden Changsha. Antalet invånare är 4035. Befolkningen består av 1 957 kvinnor och 2 078 män. Barn under 15 år utgör 19,0 %, vuxna 15-64 år 67 %, och äldre över 65 år 12,0 %.
Genomsnittlig årsnederbörd är 1 960 millimeter. Den regnigaste månaden är maj, med i genomsnitt 337 mm nederbörd, och den torraste är december, med 48 mm nederbörd.